# The Tick
The Tick es un superhéroe de cómics creado por el dibujante Ben Edlund en 1986 como mascota del boletín de noticias de la cadena New England Comics de tiendas de cómics del área de Boston. El personaje es una parodia de los superhéroes de cómics estadounidenses.
Después de su creación, el personaje se convirtió en una serie de cómics independiente en 1988 y ganó popularidad a través de una serie de televisión animada en Fox en 1994. Dos series de televisión de acción en vivo, un videojuego y diversos productos también se han basado en la personaje. La lista de IGN de los 100 mejores héroes de cómics de todos los tiempos clasificó a Tick en el puesto 57.

## Historia
En 1986, el dibujante de dieciocho años Ben Edlund creó al Tick como mascota para un boletín de noticias de la tienda New England Comics de Brockton, Massachusetts, donde era un cliente frecuente. Edlund amplió esto en historias, comenzando con el cuento de tres páginas "The Tick" en New England Comics Newsletter # 14-15 (julio / agosto - septiembre / octubre de 1986), en el que el héroe escapa de una institución mental. El personaje se hizo popular y la tienda financió una serie de cómics en blanco y negro; el primer número se publicó en junio de 1988 y, posteriormente, se reimprimió al menos nueve veces durante la década siguiente, incluidas ediciones posteriores con contenido adicional. El compañero de The Tick, Arthur, se presentó en The Tick # 4 (abril de 1989).
Siguieron spin-offs con personajes como Paul the Samurai, Man-Eating Cow y Chainsaw Vigilante. Edlund continuó escribiendo e ilustrando estos proyectos inicialmente durante sus años como estudiante de cine en el Massachusetts College of Art. El spin-off de Chainsaw Vigilante, que nunca se completó, fue escrito e ilustrado por Zander Cannon. Otras series, como la segunda serie Paul the Samurai y la serie Man-Eating Cow, fueron escritas por el escritor Clay Griffith.
En 1994, la cadena Fox presentó The Tick como una serie de dibujos animados de los sábados por la mañana, que Edlund escribió y coprodujo. Con una duración de tres temporadas, la serie animada proporcionó la mayor fama principal de Tick. Townsend Coleman prestó su voz al personaje principal y Micky Dolenz interpretó a su compañero Arthur, en la temporada 1. Rob Paulsen asumió el papel de Arthur durante las temporadas 2 y 3. La serie también contó con los héroes desventurados Die Fledermaus, Sewer Urchin y American Maid. Las repeticiones en Comedy Central ayudaron a que la serie fuera un éxito de culto entre los adultos. El libro de 1997 The Tick: Mighty Blue Justice! por Greg Hyland (creador de Lethargic Lad) se publicó como un vínculo con la serie animada.
En 2001, Fox presentó una serie de televisión de acción en vivo (producida por Columbia TriStar Television), escrita y producida por Edlund. La serie fue protagonizada por Patrick Warburton como The Tick, David Burke como Arthur, Nestor Carbonell como Batmanuel y Liz Vassey como el Capitán Liberty. Sin embargo, la serie duró poco y solo duró nueve episodios. Un lanzamiento en DVD de la serie completa (incluyendo varios episodios no emitidos) fue lanzado el 30 de septiembre de 2003. En junio de 2005, la red Toon Disney comenzó a transmitir la serie animada The Tick. La serie también se emitió ocasionalmente en ABC Family como parte del bloque de dibujos animados Jetix. Al año siguiente, Buena Vista Home Entertainment lanzó la primera temporada de la serie animada The Tick en DVD. La segunda temporada fue lanzada el 7 de agosto de 2007; sin embargo, a ambas colecciones les faltaba un episodio por diferentes razones.
En julio de 2016, Amazon anunció que una nueva serie de acción en vivo, protagonizada por Peter Serafinowicz y dirigida por Wally Pfister, saldría al aire en Amazon Video. El piloto fue elegido como una serie y los 12 episodios de la primera temporada se lanzaron en dos partes: los primeros 6 episodios el 25 de agosto de 2017 y la segunda mitad el 23 de febrero de 2018. Una segunda temporada de 10 episodios se lanzó el 5 de abril de 2019.

## Biografía ficticia
The Tick parece no tener ningún recuerdo de su vida antes de ser The Tick, y de hecho no tiene mucho recuerdo de nada; lo más probable es que esto se deba a frecuentes lesiones en la cabeza. Cada adaptación multimedia tiene un origen diferente del Tick:
- En la serie de cómics original, el Tick aparentemente está legalmente loco, después de haber escapado de una institución mental ubicada no muy lejos de la ciudad.
- En la serie animada de 1994, pasó su prueba oficial de iniciación de superhéroe y fue asignado a la Ciudad.
- En la serie de acción en vivo de 2001, Tick fue engañado para que se mudara (y protegiera) la Ciudad después de irritar a los empleados de una estación de autobuses remota que había jurado proteger. No tiene ningún recuerdo de su vida antes de eso, aunque Batmanuel sugiere que el Tick puede ser del espacio.
- En la serie de acción en vivo de 2016, Tick no recuerda de dónde viene, y nunca se explica nada.

Tick, una figura de mandíbula cuadrada, musculosa, vestida de azul brillante con antenas que sobresalen de su cabeza, es una parodia surrealista de superhéroes, en la línea del personaje de Dave Sim, La Cucaracha. Es bien intencionado, amistoso, infantil, bondadoso, alegre, grandilocuente, frecuentemente obtuso y propenso a hacer bromas extrañas, comentarios tenues y discursos "inspiradores" llenos de metáforas extrañas. The Tick es conocido por su grito de batalla sin sentido, "¡Cucharaaaaa!", Que decidió un día mientras comía un tazón de cereal Drama Flakes. El actor Patrick Warburton describió su percepción del personaje de Tick, como Warburton lo interpretó: "Su pasado es un misterio. Entonces, todo lo que mira o percibe puede ser completamente nuevo, y puede emocionarse e intrigarse mucho, realmente por algo que es algo común para todos los demás, eso es gracioso. Es como un niño; todo es nuevo. Así que le traes esa actitud, una actitud infantil de descubrir cosas".

### Poderes y habilidades
El Tick posee una fuerza y masa sobrehumanas, lo que lo hace capaz de infligir un gran daño a su entorno si no tiene cuidado. Su fuerza completa nunca se cuantifica en realidad, aunque es al menos capaz de levantar automóviles completos con una sola mano y doblar cómodamente vigas de acero. En el piloto de la serie de 2016, The Tick afirma tener la fuerza de "diez, quizás veinte hombres, una parada de autobús llena de hombres".
El Tick también es "casi invulnerable", lo que significa que es casi imposible herirlo de manera grave (aunque es vulnerable a la sensación de dolor y sus antenas son particularmente sensibles). Debido a esto, puede sobrevivir a momentos de estrés extremo, y ha demostrado esta capacidad en numerosas ocasiones. En un caso digno de mención, en el episodio animado "El mal se sienta por un momento", cayó a 4.000 pies del cielo, estrellándose a través de la carretera de hormigón de abajo en un túnel del metro, pero antes de llegar a una parada fue golpeado posteriormente por un tren que se aproxima, y sobrevivió a todo sin ninguna lesión física duradera (solo una conmoción cerebral breve, aunque grave). Varios supervillanos poderosos han podido dejar inconsciente a Tick en varias peleas, pero nunca sufre un daño duradero. Tampoco posee un sistema inmunológico superpoderoso, ya que se le ha visto enfermo con el resfriado común al igual que una persona normal. Una de las pocas limitaciones de Tick es que dañar o quitar sus antenas destruirá su sentido del equilibrio.
Finalmente, el Tick posee algo llamado "poder de drama", o básicamente una tendencia a que los poderes del Tick aumenten a medida que la situación se vuelve más dramática. También puede sobrevivir en el espacio sin traje y bajo el agua sin oxígeno durante "al menos" mucho tiempo.
En la adaptación de Amazon de 2017, se muestra que puede saltar y saltar grandes alturas con facilidad y velocidad, y es completamente impermeable a las balas. Sin embargo, casi muere ahogado en la segunda temporada, el único indicio de que el Tick puede sufrir daños físicos.

## Recepción
The Tick ha sido bien recibido como personaje de cómic. La revista Empire lo clasificó como el 28º personaje de cómic más grande de todos los tiempos, afirmando que Tick es un lunk adorable, dado a declaraciones demasiado dramáticas en nombre de la justicia. IGN lo clasificó como el 57 ° héroe de cómic más grande de todos los tiempos, diciendo que si te gustan tus héroes en el lado extraño, no encontrarás a nadie más surrealista que Tick. IGN también declaró que cualquiera que sea su estado mental, las aventuras de Tick son completamente agradables tanto en la página impresa como en la televisión. La revista Wizard lo calificó como el personaje de cómic número 187 más grande de todos los tiempos.

## En otros medios

### Televisión
- The Tick (serie de televisión de 1994), una serie de televisión animada de 1994-1997, con Townsend Coleman expresando "The Tick".
- The Tick (serie de televisión de 2001), una serie de televisión de acción en vivo de 2001-2002, con Patrick Warburton como "The Tick".
- The Tick (serie de televisión de 2016), una serie de televisión de acción en vivo de 2016-2019, con Peter Serafinowicz como "The Tick".

### Videojuegos
- The Tick, un videojuego beat'em up de desplazamiento lateral desarrollado por Software Creations y lanzado por Fox Interactive en 1994.